# 종합부동산세
종합부동산세(綜合不動産稅, 간단히 종부세)는 대한민국에서 국세청이 일정한 기준을 초과하는 토지 및 주택의 소유자에 대해 부과하는 세금 또는 그 제도를 말한다. 종부세는 「종합부동산세법」에 따라 부과되며, 고액의 부동산 보유자에 대하여 종합부동산세를 부과하여 부동산 보유에 대한 조세부담의 형평성을 제고하고 부동산의 가격안정을 도모함으로써 지방재정의 균형발전과 국민경제의 건전한 발전에 이바지하기 위한 것이다. 종합부동산세의 과세기준일은 재산세 과세기준일과 동일한 6월 1일이다.

## 변천
종부세 도입 이전에는 부동산에 대한 세금으로 지방자치단체가 부과하는 종합토지세가 있었다. 종합부동산세는 추가적으로 특정 가격이 넘는 부동산을 가지고 있을 경우 부과되는 누진세이다.
2003년 부동산 보유세 개편방안으로 제안되어 2005년부터 시행되었다. 2005년까지는 개인별로 합산해 부과되었고, 2006년부터는 세대별로 합산해 부과되었다.
2008년 이명박 정부에서 종부세 개편안이 발표되었다. 2008년 11월 기준으로 국세청 기준시가 6억 원 이상 건물에 대해 부과되지만, 개정안은 의하면 1세대 1주택자에 한해서 9억 원으로 상향조정되며 세대별 합산 대신 개인별 합산이 적용된다. 추가적으로 신고납부제에서 부과고지제로 전환되었다. 2015년 종합부동산세에 대한 재산세 공제액 산식을 명확화했으며, 2016년 3월 2일자로 종합부동산세 물납제도 폐지하는 개정안이 공포되었다.
문재인 정부 출범 이후부터, 서울에 비정상적인 주택 가격 상승으로 큰 사회문제가 되자 2018년 9. 13 부동산 종합대책안을 발표하면서 종합부동산세 개편안을 내놓았다. 개편안에는 3주택 이상 보유자와 조정대상지역 2주택 보유자에 대해 추가과세하고 조정대상지역외 2주택 및 고가 1주택에 대해서도 종부세 최고세율 2.7%까지 높인다. 종부세 세부담 상한도 기존 150%에서 300%로 상향조정한다.
2020년 7. 10 부동산 대책을 발표하면서, 개인의 경우 '3주택 이상 및 조정대상지역 2주택'에 대해 과세표준 구간별로 1.2%∼6%의 세율을 적용하며, 법인은 다주택 보유 법인에 대해 중과 최고세율인 6%를 적용한다. 2021년 법인에 대해서 종부세 기본공제 6억 원 및 세부담 상한제를 폐지했다.
윤석열 정부 출범 이후부터, 2022 세법개정안을 발표했으며 종합부동산세 경감안이 다수 포함되었다. 개편안에는 개인의 종합부동산세 기본공제금액을 △1세대 1주택자는 11억 원에서 12억 원으로 △1세대 1주택이 아닌 자는 6억 원에서 9억 원으로 상향했다.

## 납세의무자
- 주택: 인별로 소유한 전국 주택의 공시가격 합계액이 9억 원을 초과하는 자. (단, 1세대 1주택자는 12억 원을 초과하는 자)
- 종합합산토지: 인별로 소유한 전국 종합합산토지(나대지 등)의 공시가격 합계액이 5억 원을 초과하는 자.
- 별도합산토지: 인별로 소유한 전국 별도합산토지(주택을 제외한 건축물의 부속토지 등)의 공시가격 합계액이 80억 원을 초과하는 자.

## 고지 및 납부
종합부동산세는 매년 6월 1일(과세기준일) 현재 소유 부동산을 기준으로 종합부동산세 과세대상 여부를 판정한다. 이는 관할세무서장이 납부할 세액을 결정·고지하며, 납세의무자는 납부기간(12월 1일~12월 15일)에 직접 금융기관에 납부하거나 가상계좌, 인터넷 뱅킹, 홈택스 접속을 통해 전자·신용카드 납부도 가능하다.
만약 납세자가 신고를 원할 경우에는 고지와 관계없이 납부기간(12월 1일~12월 15일)까지 정기신고 및 납부할 수 있으며, 이 경우 당초 고지된 세액은 취소된다.

## 계산법
- [(인별 전국합산 공시가격 - 공제금액)×공정시장가액비율]×세율 - 법정 공제세액
- 법정 공제세액은 ① 재산세액 중 종합부동산세 과세표준에 대한 재산세상당액 ② 1세대 1주택 세액공제액 ③ 세부담상한액을 초과하는 금액
- 공정시장가액비율: 재산세 부과 기준이 되는 과세표준을 정할 때 적용하는 공시가격의 비율을 말한다.

## 사건/사고

### 2008년 종합부동산세 개편
대한민국 정부는 9월 23일 '2008 종합부동산세 개편안'을 발표했다. 대한민국 국회에서는 2008년 12월 12일, 「종합부동산세법」 개정안을 통과시켰다. 2008년 12월 23일, 국무회의에서 공포되었다.

#### 주요 내용
- 과세기준: 6억 원 → 9억 원
- 과세표준 및 세율

| 구분     | 현행     | 현행   | 현행    | 현행      | 개편안   | 개편안 | 개편안    |
| -------- | -------- | ------ | ------- | --------- | -------- | ------ | --------- |
| 과세표준 | 3억 이하 | 3~14억 | 14~94억 | 94억 초과 | 6억 이하 | 6~12억 | 12억 초과 |
| 세율     | 1%       | 1.5%   | 2%      | 3%        | 0.5%     | 0.75%  | 1%        |

- 고령자(1가구 1주택) 세액공제
  - 60세 이상~65세 미만: 10%
  - 65세 이상~70세 미만: 20%
  - 70세 이상: 30%

#### 여론조사
- 9월 23일~9월 24일 리얼미터는 전국 19세 이상 남녀 700명을 대상으로 전화조사를 실시했다. 표본오차는 ±3.7%p(신뢰구간 95%)이다.[7]

| 종부세 완화안에 대한 평가 | 종부세 완화안에 대한 평가 |
| ------------------------- | ------------------------- |
| 매우 잘못                 | 40.3                      |
| 대체로 잘못               | 25.4                      |
| 대체로 잘함               | 18.7                      |
| 매우 잘함                 | 7.0                       |

- 9월 25일~9월 26일 폴리시앤리서치는 전국 만19세 이상 성인남녀 2003명을 대상으로 ARS전화여론조사를 실시했다. 표본오차는 ±2.2%p(신뢰구간 95%)이다.[8]

| 종부세를 어떻게 개정하는 것이 바람직한가? | 종부세를 어떻게 개정하는 것이 바람직한가? |
| ----------------------------------------- | ----------------------------------------- |
| 현행대로 유지해야 한다                    | 36.4                                      |
| 정부안대로 대폭 완화해야 한다             | 27.4                                      |
| 현행보다 강화해야 한다                    | 20.0                                      |

### 헌법 재판
- 2008년 10월 27일 정부는 종부세 위헌소송을 앞두고 기획재정부를 통해 "부동산 투기문제를 세금으로 해결하려는 과정에서 과도한 세율과 재산권 침해 문제가 생겼다"는 내용으로 헌법재판소에 종부세법이 위헌이라는 내용의 의견서를 제출했다. 이로써 정부가 8월에 제출했던 종부세 합헌방침 의견서는 사실상 철회되었다.[9][10] 이 과정에서 강만수 장관의 '헌재 접촉' 발언 파문이 일기도 했다.[11]
- 2008년 11월 13일 헌법재판소는 「종합부동산세법」 위헌소송 선고에서 종부세의 취지는 합헌이지만, 세대별 합산 규정은 위헌이며, 주거목적 1주택 장기보유자 부과 규정은 헌법불합치라는 결정을 내렸다. 이에 따라 사실상 종부세가 유명무실해졌다. 국세청은 헌재선고 이후 세대별 합산 규정에 따라 종부세를 냈던 납세자 중 이미 경정청구를 했거나 불복소송을 제기한 경우나 경정청구를 한 이들이 종부세를 환급받을 수 있도록 했다.[12][13]

### 2015년 귀속분 종합부동산세 환급사건

#### 발단
한국투자증권은 국세청 과세처분에 따라 2009~2015년 귀속 종합부동산세를 납부했다. 그 뒤 2015년 6월 관련 사건의 대법원 판결이 선고돼 종부세 계산식에 관한 법리가 밝혀졌다. 당시 이중과세를 피하기 위해 종부세를 낼 때 이미 납부한 재산세 중 일부를 공제해 주도록 했는데, 지난 2009년 「종합부동세법」과 시행규칙이 바뀌면서부터 얼마 만큼 재산세를 공제해 줄 것인지가 논란이 돼 왔다. 그 이후 불복소송을 제기하였으며,하급심에서 엇갈렸다가 이번 2018년 7월 19일 대법원(2017다242409)판결에서 원고 한국투자증권측의 일부 승소로 판결을 내렸다.

#### 전개
대법원 판결난 지 한참 지난 2019년 5월 강남 일부 아파트 단지 주민들의 종합부동산세 환급문의가 빗발치기 시작했다. 당초 국세청에서는 일괄환급 안내하는 법조항이 없어서, 2015년 귀속 종합부동산세 정기신고분 경정청구서를 제출한 납세자만 개별환급해주다가, '행정편의주의적인 태도'를 지적하는 언론 보도가 이어지자, 뒤늦게 제도개선에 나서 한 달 전부터 환급대상자와 환급금액 계산 및 환급신청 절차 마련에 착수했다.
지금까지 2015년 귀속 종부세 환급 대상자 28만 127명 중 초과 납부한 세금을 돌려받은 납세자는 2019년 6월 17일 기준으로 1만 7800명에 불과했다.

#### 결과
해당 환급사건 이후에도, 2016년 귀속분 종합부동산세 고지분 이후에 대해서 불복소송이 현재 진행형이다. 그러다가 2023년 8월 31일 대법원에서는“재산세액 중 일부만 공제하도록 했더라도 옛 종부세법의 위임 범위와 한계를 벗어나 무효라고 볼 수 없다”며 “종부세법의 문언 등을 통해 볼 때 입법자가 재산세액을 얼마나 공제할지 정할 수 있도록 시행령에 위임한 것으로 보는 게 타당하다”고 판결했다.

## 같이 보기
- 공시지가, 기준시가
- 재산세